# ランディーズ・レーンの戦い
ランディーズ・レーンの戦い（-のたたかい、英:Battle of Lundy's Lane）は、米英戦争中の1814年7月25日に、現在のオンタリオ州ナイアガラフォールズでイギリス軍とアメリカ軍との間に戦われた戦闘である。カナダで行われた戦闘としては、かつてない激戦となった。
クィーンストン・ハイツでそしてランディーズ・レーンで、我々の勇敢な父親達は、肩をならべ、自由のために、家のために、そして愛する者のために、しっかりと立ち上がり雄々しく死んだ。彼らが守った権利を我々は放棄しないと誓う。我々の合い言葉はいつも「楓の葉よ、永遠に！」だ。 - カナダの国民的歌「en:The Maple Leaf Forever」より。

## 背景
1814年7月3日、ジャコブ・ブラウン指揮下のアメリカ軍がエリー湖の拠点からナイアガラ川を越えての攻撃に発進した。ブラウン軍は素早くエリー砦を占領し北へ向かった。2日後、ブラウン軍を構成する2つの旅団のうちウィンフィールド・スコット准将の指揮するアメリカ正規歩兵旅団が、チッパワの戦いで同等の戦力のイギリス軍に対して決定的な勝利を勝ち取り、イギリス軍を撤退させた。
この戦闘の数日後、ブラウン軍がチッパワ川のイギリス軍防衛隊を出し抜き、イギリス軍はジョージ砦まで後退させられた。ブラウン軍はこの砦を攻撃するだけの兵力も大砲も持っていなかった。この時点ではイギリス海軍の船隊がオンタリオ湖を支配していた。アメリカ海軍のアイザック・ショーンシー提督は新しい艦船の完成を待っており、その後にイギリス海軍に挑戦するつもりだった。その結果、ブラウン軍には援軍も大砲も届かなかった。一方、イギリス軍はオンタリオ湖を渡ってジョージ砦に幾らかの増援部隊を移動させることができた。
7月の大半、ブラウン軍はジョージ砦から数マイル南のクィーンストンの町を占領していた。この前線にあって、アメリカ軍の補給線がイギリス軍歩兵隊、カナダ民兵隊およびインディアンに嫌がらせを受けていた。7月24日、ブラウン軍はチッパワ川まで後退し、西のバーリントンに転進する前に補給線を確保しておこうとした。ブラウン軍が後退すると直ぐにフィニアス・リアル少将指揮するイギリス軍がチッパワから4マイル (6 km)北のランディーズ・レーンまで出てきた。

### ランディーズ・レーン
7月25日の早朝、アッパー・カナダの副総督ゴードン・ドラモンド中将がジョージ砦に到着して、自らナイアガラ半島の指揮を執り始めた。ドラモンドは直ぐにジョン・タッカー中佐の部隊にナイアガラ川の東岸に沿って南下させ、ブラウン軍が西岸を明け渡すことを期待した。ブラウン軍は明け渡す代わりに北へ進軍して、逆にイギリス軍がジョージ砦にタッカーの部隊を呼び戻させるようにしようと考えた。アメリカ軍は明らかにイギリス軍がランディーズ・レーンを確保していることを知らなかった。
リアルはアメリカ軍が前進していることを知ると直ぐに、全軍にジョージ砦に戻るように命じ、またその地域にいたハーキュールズ・スコットの部隊にはバーリントンまで引くように命じた。これらの命令とは逆に、ドラモンドはジョージ砦から増援隊をランディーズ・レーンに向けて発進させた。アメリカ軍が視界に入ったとき、イギリス軍はまだランディーズ・レーンを占領していた。

## 戦闘
ランディーズ・レーンはナイアガラ川に沿った陸路から分岐した道であり、盛り上がった地形の頂上を走っていたので、その地域の見通しが良かった。イギリス軍の大砲、24ポンド砲2門と6ポンド砲2門および5.5インチ榴弾砲が戦場の最高点にある墓地に集結して据えられた。
チッパワの戦いで勝ちを収めたウィンフィールド・スコットの旅団は、午後遅くに森の中から開けた土地に出てきたところをイギリス軍の大砲の洗礼を受けた。スコットは第25歩兵連隊をイギリス軍の左翼から側面を衝くように向かわせた。この連隊は、イギリス軍やカナダ民兵隊が布陣変えをし、混乱の中で少し引いたところをうまく攻撃できたが、イギリス軍も再集合した。このとき、リアル将軍が馬で後方に引く途中で重傷を負い第25連隊のケッチャム中隊に捕虜にされた。
夜になり、スコットの旅団は損失が激しかったが、ブラウンが主力軍と共に到着した。この中にはエリエザー・ホィーロック・リプリーの正規兵旅団とピーター・B・ポーター指揮下の民兵隊がいた。リプリーとポーターがスコットの旅団を休ませている間に、ブラウンはジェイムズ・ミラー中佐指揮の第21歩兵連隊にイギリス軍の大砲を捕獲するよう命じた。
ブラウンの命令に対するジェイムズ・ミラーの反応は、「やってみます、サー」（"I'll try, Sir"）だったが、この言葉が第21歩兵連隊のモットーになっている。イギリス軍がその右翼への攻撃に動転しているうちに、ミラー隊がイギリス軍の大砲から数ヤードまで迫っていた。ミラー隊がマスケット銃で一斉射撃をかけると砲手のほとんどが倒され、続いての銃剣攻撃で大砲を確保し、イギリス軍の中央部隊を丘から駆逐することになった。
一方、ハーキュールズ・スコット大佐のイギリス部隊が戦場に到着していたが、行ったり来たりで疲れ果てていた。状況が分からないまま、リプリーの旅団に飛び込んでしまい、列を乱したまま追いやられた。おまけに一時的に大砲を失くしてしまったが、間もなく取り返した。
ドラモンドは負傷していたものの、部隊を立て直し、ランディーズ・レーンに並べられている自隊の大砲を取り返しアメリカ軍の大砲を捕獲しようと3度まで決死の攻撃をかけた。3回とも攻撃は跳ね返されたが、スコットによるアメリカ軍の攻撃も同様に跳ね返された。硝煙と混乱の中で、両軍共墓地の周りの戦闘で数回同士討ちをすることになった。
夜半までに両軍とも疲れ果てた。どちらも損失は同じくらいだった。イギリス軍の損失は878名、アメリカ軍は860名であった。アメリカ軍の場合、700名しか戦場に立っていなかった。ウインフィールド・スコットもジャコブ・ブラウンも重傷を負っていた。ブラウンは間もなく快復したが、スコットの容態は重く戦場から離脱した。ブラウンは物資や水が切れてきたので撤退を命令した。リプリー、ポーターおよびブラウンの砲兵隊指揮官であるジャコブ・ヒンドマン中佐が抗議したが結局従うことになった。イギリス軍はまだ1,400名の兵士が戦場にいたが、アメリカ軍の撤退を妨害できるような状態ではなかった。アメリカ軍は捕獲したイギリス軍の大砲の1門のみ持って帰ることができ、自軍の大砲は砲車が壊れた1門を捨てていくしかなかった。
この戦いでは接近戦が多かった。半島戦争の間スペインやポルトガルでナポレオンと戦ってきたイギリス軍の古参士官は、ランディーズ・レーンで目撃した壮絶な戦いに恐れおののいた。ドラモンドは次のように書き記した。
我々の大砲に攻撃を掛けてきたアメリカ兵士は決然たる態度だったので、我々の砲手は装填中に銃剣攻撃を受けた。敵の大砲の砲口は我々の部隊の数ヤード先まで来ていた。

## その後
次の朝早く、ブラウンはリプリーに放棄してきたイギリス軍の大砲を次の日に取りに行くよう命じた。リプリーの部隊は疲れきっていたが、チッパワから来た分遣隊で増強され、1,200名の戦力で戦場に戻ったが、ドラモンドが2,200名の兵士で戦場を再占領していた。リプリー隊は妨害されずに撤退した。
アメリカ軍はまず、リアルが造って置いたチッパワ川沿いの防塞を慎重に破壊し橋を焼いてエリー砦まで後退した。荷車用動物が不足していたので、負傷者を乗せる荷車を確保するために、機材や物資を捨てざるを得なかった。ドラモンドはこのことを取り上げて、後にアメリカ軍は算を乱して撤退したと主張した。実際のところ、戦死者を戦場に埋葬した後、イギリス軍もクィーンストンまで撤退し、援軍が来るまでそこに留まった。

## 結果の評価
この戦闘で、アメリカ正規軍は高度に職業的な軍隊に変わったことを確認できた。この成長に対して、フランス革命軍の指導書を手本にして軍隊を訓練したスコットの功績が広く認められた。
米英戦争全体と同様に、この戦闘の結果についても幾つかの見方がある。ドラモンド将軍の報告書がイギリス軍の陣地確保を記しているため、アメリカ軍が撤退したという歴史家もいる。他の歴史家は、イギリス軍が夜の間に撤退し、アメリカ軍が物資不足になったために撤退したので翌朝イギリス軍が陣地を回復したと言っている。
カナダ防衛局歴史理事会に雇用されたカナダ人歴史家のドナルド・E・グレイブスが集めた史料では、今日の最も完全で先入観の無い解釈と思われるものを提供している。グレイブスは、ドラモンドが大砲を守る柵を使うことを怠っており、結果として大砲を取られ、その再確保にも失敗してイギリス軍は高地からの撤退を余儀なくされたとしている。
米英戦争に与えたこの戦闘の効果に就いて、イギリス軍はジョージ砦からアメリカ軍を遠く追いやり、多くの損失を与えて大きな攻撃を出来なくしたので、戦略的な勝利というかもしれない。
アメリカ軍は丘の上を占領して、イギリス軍のそこを再奪取する試みをすべて排除したので、アメリカ軍の戦術的勝利と言われてきた。しかしその日最後の攻撃となったスコット隊第1旅団の攻撃も反撃を食っていた。結局考慮されるべきことは、アメリカ軍のカナダ侵攻がならなかったということである。

## 戦場と記念碑
戦場跡は現在、オンタリオ州ナイアガラフォールズの住宅および商業地区となっている。戦場跡の一部がドラモンド道路の東、ランディーズ・レーンのドラモンド･ヒル墓地に隣接して保存されている。この場所には次の記念碑がある。
- 兵士の記念碑: 1895年にカナダ議会によって作られ、ランディーズ・レーン歴史協会によって除幕された。
- 記念の壁: 1994年に追加された。
- ローラ・セコール記念碑: ローラ・セコールはドラモンド･ヒル墓地に埋葬されている。
- ランディーズ・レーンは非公式のカナダ愛国歌「楓の葉よ、永遠に！」の中に歌われている。

## 戦いに参加した部隊
| イギリス軍British order of battle | アメリカ軍American order of battle |
| --- | --- |
| ゴードン・ドラモンド中将 - 右翼師団（フィニアス・リアル少将） - 軽装旅団（トマス・ピアソン中佐） - グレンガリー軽装歩兵連隊 - アッパー・カナダ併合民兵大隊 - 民兵隊（ラブ・パーリー中佐） - 第1、第2、第4、第5リンカーン連隊と第2ヨーク連隊からの分遣隊 - 第19竜騎兵隊 - 植民地竜騎兵隊 - 王立砲兵隊（6ポンド砲2門、5.5インチ榴弾砲1門） - ドラモンド隊 - 第89連隊第2大隊（ジョセフ・ウォントン・モリソン中佐） - ロイヤル・スコッチ（第1歩兵連隊）第1大隊（3個中隊） - 第8歩兵連隊第1大隊（1個中隊） - 第41歩兵連隊（軽装中隊) - 王立砲兵隊（6ポンド砲2門） - 海兵隊砲兵隊（コングリーブ・ロケット弾発射機2門） - ハーキュールズ・スコット大佐隊 - 第103歩兵連隊 - 第8歩兵連隊第1大隊（5個中隊） - 第104歩兵連隊 - 民兵隊（クリストファー・ハミルトン中佐） - コールドウェル・ウエスターン・レンジャーズ - 第1、第2ノーフォーク連隊、第1エセックス連隊、第1ミドルセックス連隊、第4、第5リンカーン連隊および第2ヨーク連隊からの分遣隊 - 王立砲兵隊（6ポンド砲3門）) | 左翼師団（ジャコブ・ブラウン少将） - 第1旅団（ウィンフィールド・スコット准将） - 第9歩兵連隊 - 第11歩兵連隊 - 第22歩兵連隊 - 第25歩兵連隊 - トーソンの砲兵中隊（6ポンド砲2門、5.5インチ榴弾砲1門） - 第2旅団（エリエザー・ホィーロック・リプリー准将） - 第21歩兵連隊 - 第23歩兵連隊 - 第1歩兵連隊（一部） - 第17歩兵連隊（分遣隊） - 第19歩兵連隊（分遣隊） - 第3旅団（民兵、ピーター・ビューエル・ポーター准将） - 第5ペンシルベニア州民兵隊 - ニューヨーク州志願兵隊 - カナダ人志願兵隊（約1個中隊） - 砲兵隊（ジャコブ・ヒンドマン中佐） - リッチーの中隊（6ポンド砲2門、5.5インチ榴弾砲1門） - ビドルの中隊（12ポンド砲3門） - 騎兵隊（サミュエル・D・ハリス大尉） - 竜騎兵隊分遣隊 - ニューヨーク州志願竜騎兵隊 |